# KF KEK
KF KEK (albanisch Klubi Futbollistik Korporata Energjetike e Kosovës) ist ein Fußballverein des Kosovo. Der Verein aus Obiliq spielt in der Liga e Dytë.

## Geschichte
KF KEK ist einer ältesten Fußballvereine im Kosovo. Er wurde 1928 in der Stadt Obilić gegründet. In der Saison 2002/03 gewann der Verein die Kupa e Kosovës, den kosovarischen Pokal.
Der KF KEK spielte bis zur Saison 2008/09 in der Liga e Parë. Seit der Saison 2009/10 spielte der Verein wieder in der Vala Superliga, die er in seiner Geschichte dreimal gewonnen hat. 2012 schaffte man als Elfter nicht den Klassenerhalt und spielte somit wieder in der zweiten Liga. In der Saison 2018/19 stieg man erneut, in die nun als IPKO Superliga bezeichnete, erste Liga auf, in der man aber auch nicht lange erhalten blieb. Der Verein hat 32 der 33 Spiele, mit einer Tordifferenz von −80, verloren und musste somit in die zweite Liga absteigen. In der Saison 2020/21 stieg der Verein in der Liga e Dytë ab.
Den Verein verwaltet der Präsident und Vereinsvorsitzende Istref Klinaku.

## Stadion
Seine Heimspiele absolviert der Verein im Agron-Rama-Stadion, welches 10.000 Zuschauern Platz bietet.

## Erfolge
- Sieger des Kupa e Kosovës 2002/2003
- 3× Gewinn der Superliga